# Верхня Колонія (Кам'янське)
Верхня Колонія — місцевість в Кам'янському, що входить до історичної зони міста як район, котрий є комплексом пам'яток місцевого значення. Верхня Колонія являє собою комплекс будівель, що виникли під час будівництва іноземними інвесторами на території села Кам'янське Дніпровського металургійного заводу.

## Розташування
Район площ 250-річчя міста та Театральна, вулиць Соборна, Архівна, Ясюковича, Вокзальна, Прохідний тупик, Шкільний тупик, Басейна, Коваленка, Костельна, Інститутська, правої сторони проспекту Гімназичний.
Межі району: північна — вулиця Вокзальна;
східна — призаводська площа;
південна — парний бік проспекту Гімназичний;
західна — вулиці Інститутська та Коваленка.

## Історія

### Перший етап  зведення  (1887 — 1898)
16 травня 1886 року було утворене польсько-бельгійське Південно-Російське Дніпровське металургійне товариство, яке у 1887 році викупило ділянку землі в селі Кам'янське під металургійний завод та два поселення для інженерів та кваліфікованих робітників.
Місцевість куплена під завод являла собою дві рівнини, що переходили одна в одну. Вони були розташовані на сто метрів нижче основної магістралі Катерининської залізниці зі станцією Запоріжжя. На високій рівнині площею в 21 десятину було закладено поселення для дирекції, заводської адміністрації та інженерів назване  Верхньою Колонією. На нижній  було закладено  поселення для  кваліфікованих робітників назване Нижньою Колонією.
Поруч із Дніпровським заводом за кілька років зросло справжнє містечко - заводське селище, котре складалось із Верхньої та Нижньої Колоній.
Першопочатково Верхня Колонія являла собою оточену з усіх боків дерев'яним парканом територію між сучасними вулицями Вокзальна і Архівна, що переходила в сучасну вулицю Коваленка. 

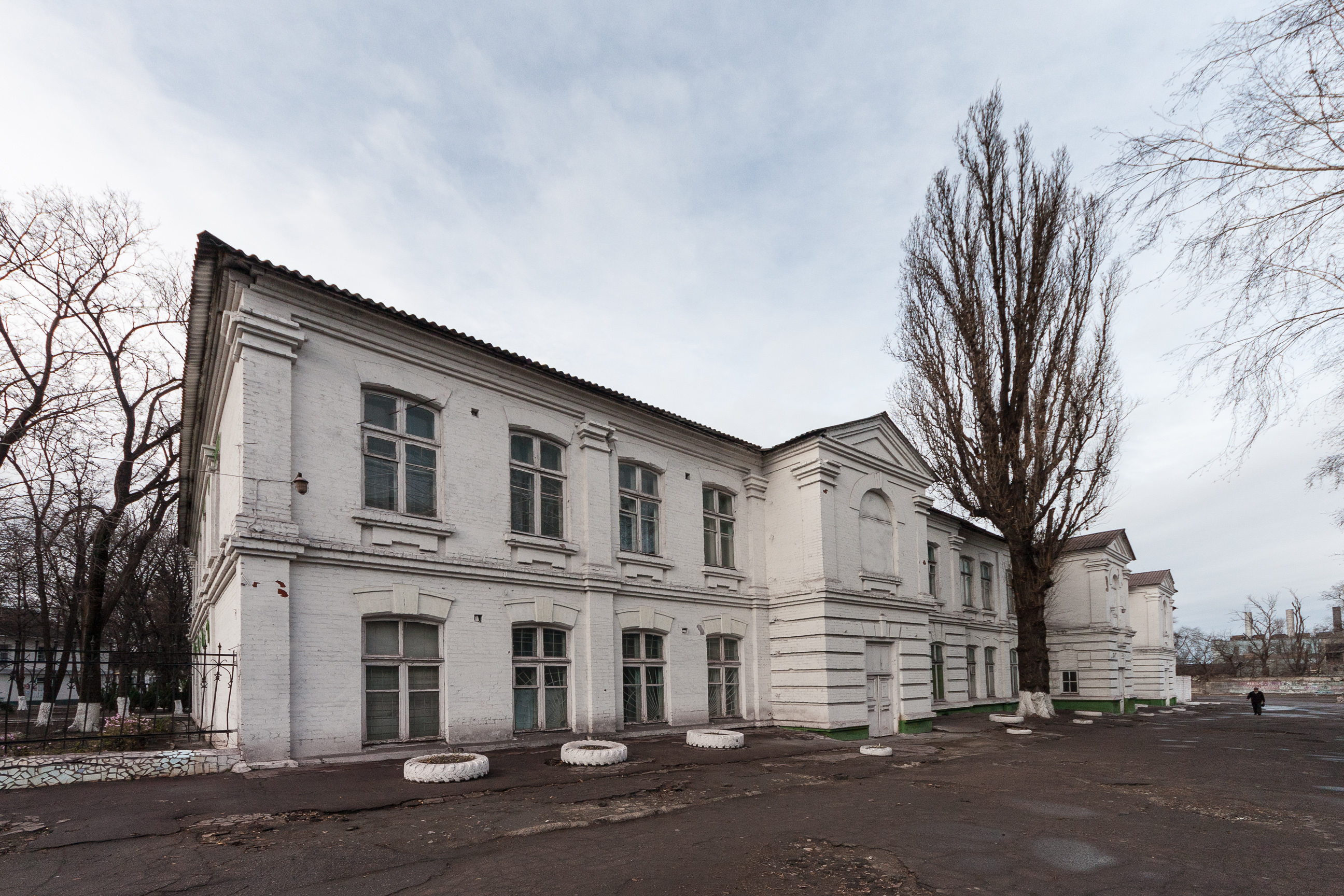
Головний корпус Заводської лікарні (нині адміністративний корпус міського психоневрологічного диспансеру)

Першими громадськими будівлями селища і фактично всього села Кам'янське були: корпуси заводської лікарні, заводське училище для дітей робітників, комплекс водонапірних будівель та крамничка "Товариства споживачів Дніпровського заводу в селі Кам'янське". 

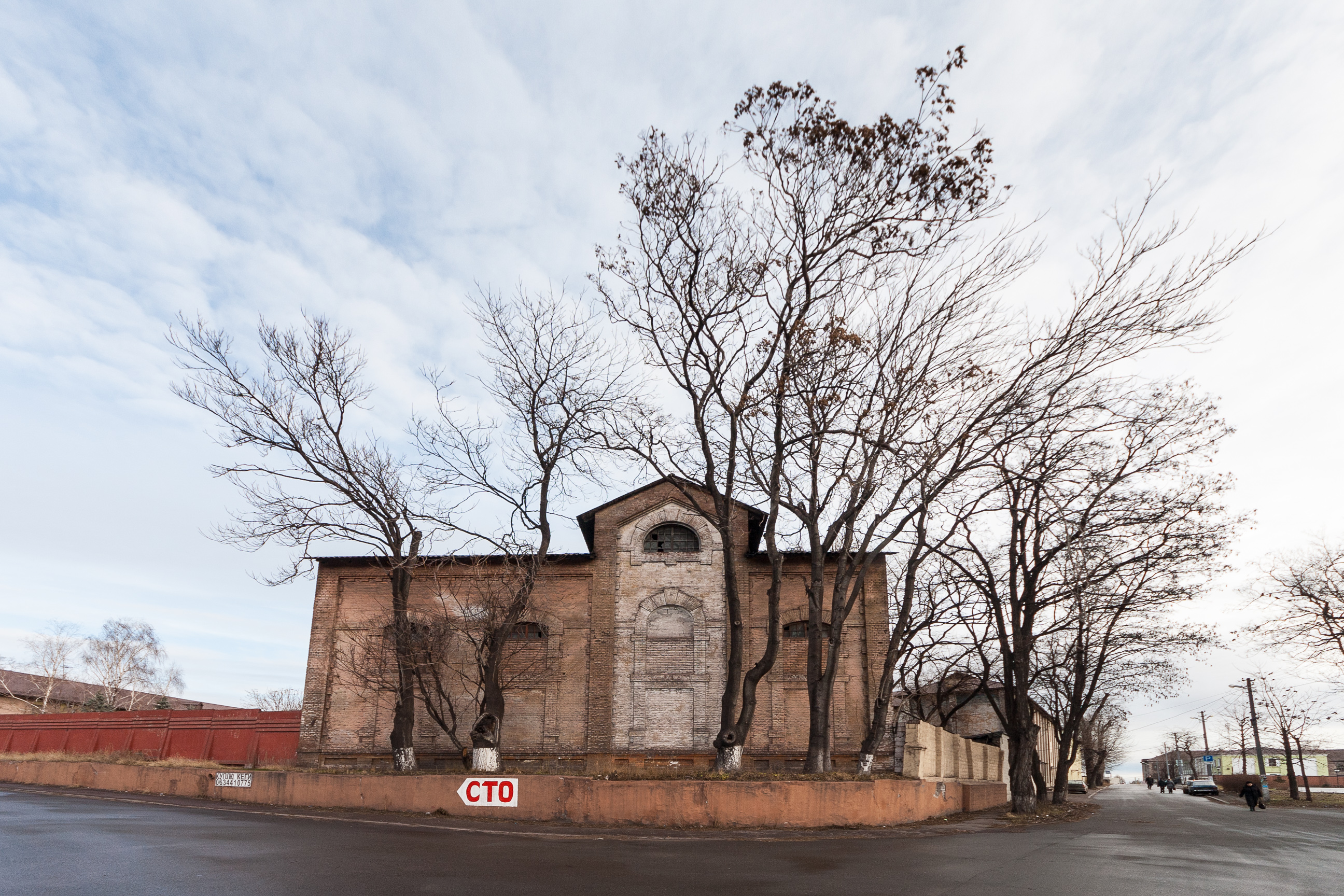
Водонапірна будівля (нині належить Кам'янському міськводоканалу)

Найдавнішими житловими будинками, що збереглися були будівлі нинішнього Заводського районного суду, міської прокуратури та колишнього страхового товариства "Саламандра", що були присутні в альбомі видів Дніпровського заводу 1894 року, зроблені катеринославським фотографом  Н. Івановим. Ці будинки були призначені для представників адміністрації заводу ("Саламандра", вул. Ясюковича 4), інженерно - технічних працівників (Прокуратура, вул. Ясюковича 2), неодружених службовців (Районний суд, вул. Ясюковича 5). 
23 червня 1891 року з ініціативи директора - розпорядника Дніпровського заводу Ігнатія Ясюковича на  підприємстві відбулись збори робітників і службовців католицької віри, що прийняли рішення про побудову костелу. 
28 червня робітники та службовці православної віри  
звернулись з дозволом до єпархіального начальства за дозволом на будівництво православного храму. 

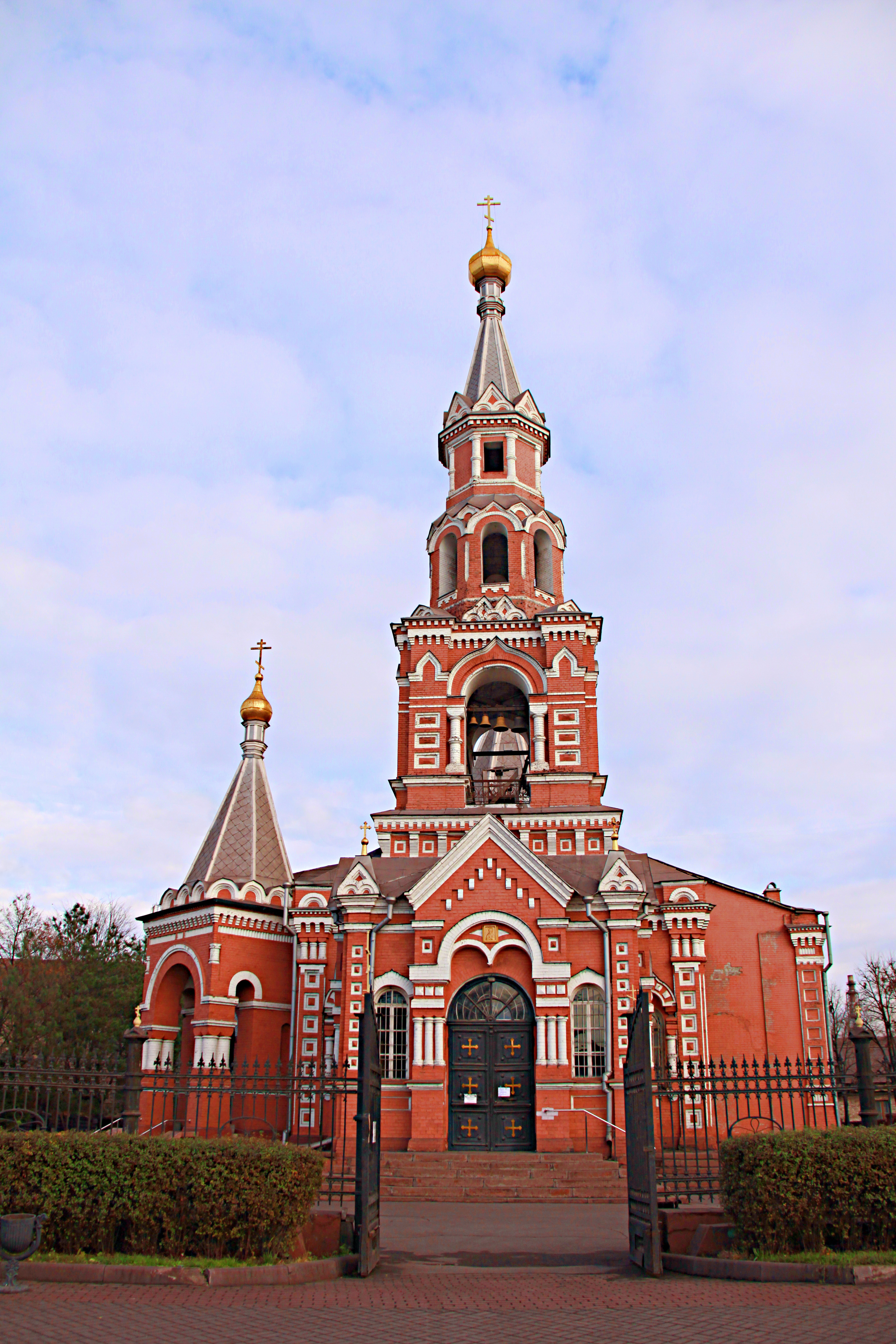
Свято-Миколаївський собор

9 травня 1894 року було освячено православну церкву святого Миколая. 

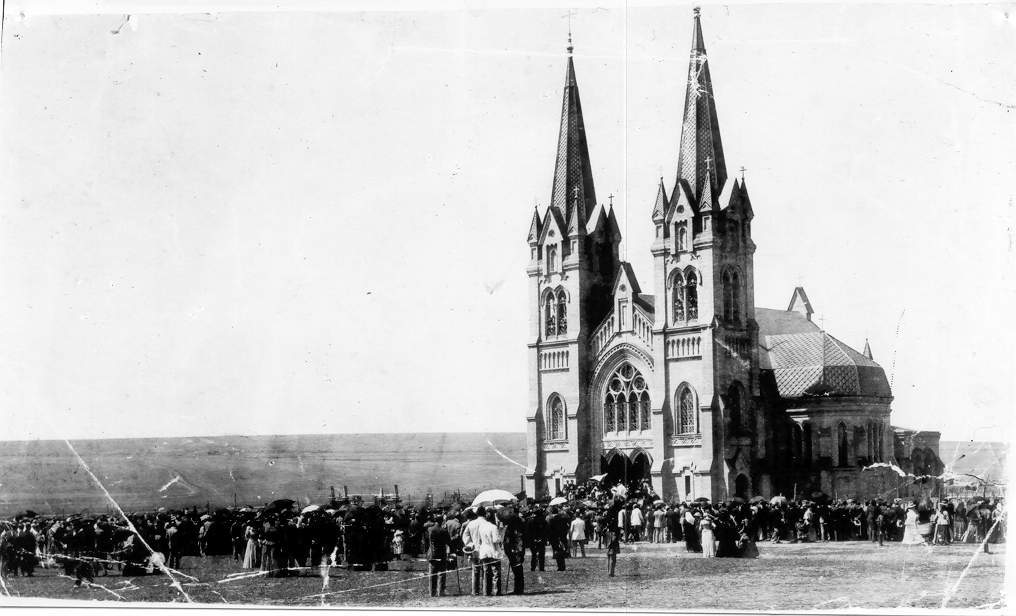
Костел святого Миколая

У вересні 1897 року завершено будівництво костелу святого Миколая, освячення відбулось 14 травня 1898. 
У 1895 році були збудовані  будинки для сімейних службовців (вул. Прохідний тупик 3 та 5). Наступного року було зведено 6 котеджів поблизу Заводського училища (нині вулиця Шкільний тупик). У 1898 році поруч було збудовано 6 одноповерхових будинків по нинішній вулиці Коваленка, а на вулиці що згодом отримала назву Прохідний тупик було зведено двоповерховий будинок для службовців (будинок N1, нині втрачений). 
Кожен окремий будинок оточувався парканом-штахетником і розташовувався серед саду. Великий двоповерховий будинок (нині вул. Ясюковича 1) був призначений для приїжджих гостей заводу. Будинки для сімейних інженерів та службовців мали по 3, 4, 5 чи 7 кімнат з кухнями та передніми. 
Невід'ємним приладдям кожного будинку були дерев'яні служби й кам'яні льодовики, а при деяких - окремі прибудови для кухонь з кімнатами для прислуги. Будинки Верхньої Колонії освітлювались електрикою, а вулиці - електричними дуговими ліхтарями, вода була проведена в кожну квартиру.
Можливим розробником проектів більшості будинків Верхньої Колонії був видатний архітектор Фердинанд Олександрович фон Гаген - нащадок старовинного німецького роду. Будівництво Верхньої Колонії співпало з піком творчої кар'єри архітектора.
Саме тому Верхня Колонія так виділяється на тлі забудов Катеринославщини того часу. "Це було окреме європейське містечко посеред типового промислового пейзажу того часу" - пише Анатолій Фортов.
Слід відзначити, що вулиці Верхньої Колонії не мали назв, а житлові будинки створювались лише номерами. Тому поштові відправлення виглядали наступним чином:"Запоріжжя-Кам'янське, Верхня Колонія, будинок такий-то, пану N". Частіше всього листи для інженерів і службовців приходили до Головної Контори Дніпровського заводу.

### Другий етап зведення (1898 — 1916)
У  1898 р. Південно-Російське Дніпровське металургійне товариство для своїх потреб докупило  в сільської громади Кам'янського  землю, але на інших умовах ніж десять років до цього.
Рішенням засідання Катеринославського  Губернського Прісутствія від 20 квітня 1898 року  затверджено постанову Кам'янського  Сільського Товариства від 15 березня 1898 року про продаж 101 десятини недільної землі. Продаж землі відбувся  за двома умовами:
1) довелось платити за кожну десятину не по 100 - 250 карбованців місцевих цін, як це було першого разу, а практично в 10 разів дорожче - по 1500 карбованців. Причому витрати з купчої кріпості покладались на   Дніпровське товариство;
2)  Дніпровське товариство не мало права влаштовувати на  цій землі торговельні точки й базар. 
Але, незважаючи на такі умови, оборудка відбулася і селяни Кам'янського на виручені від продажу 151 500 карбованців викупили 500 десятин родючої землі, а Дніпровське товариство заходилося освоювати нові землі, розширюючи площу Верхньої Колонії.
У 1898 році було збудовано другий поверх Заводського училища, що дало змогу збільшити кількість учнів до понад 650 осіб.

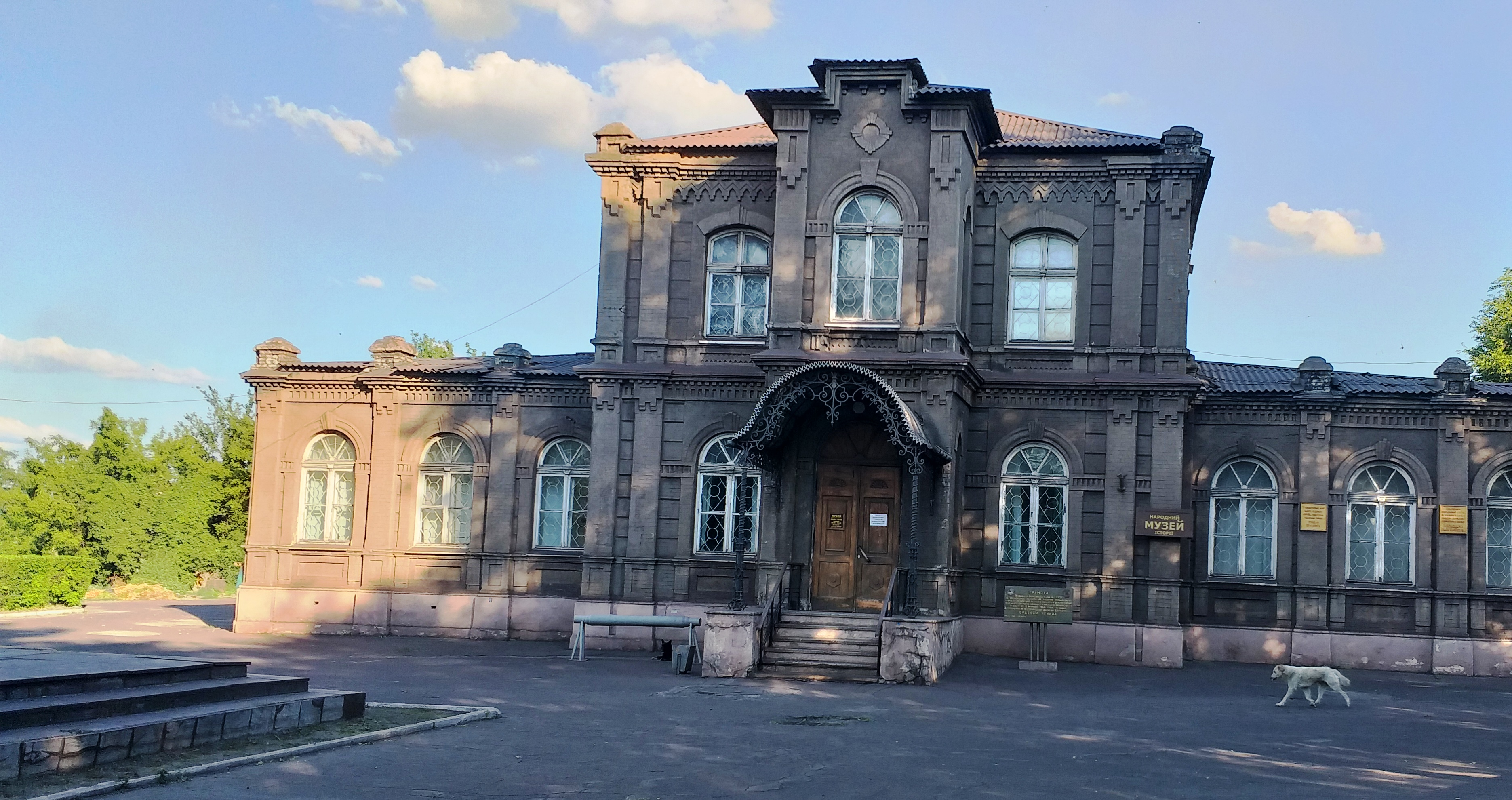
Інженерний клуб (до 2020 року в будівлі розміщувався Народний музей ПАТ ДМК, нині - мала сцена Академічного музично-драматичного театру імені Лесі Українки м. Кам'янське)

У 1899 році на краю селища завершено зведення Головної Контори Дніпровського заводу. З боку заводу на ступенях, що вели до заводу було зведено дві гіпсові скульптури левів. З боку селища передній під'їзд Головної Контори з'єднувався з вулицею бетонним місточком, на перилах якого було встановлено дві скульптури, що уособлювали Промисловість і Торгівлю (не збереглися). Поруч із Головною Конторою у 1899 році було збудовано Інженерний клуб з бібліотекою та місцем зібрання членів Гімнастичного товариства.  Розширюється заводська лікарня за рахунок нових корпусів амбулаторії, аптеки та відділення інфекційних хворих.

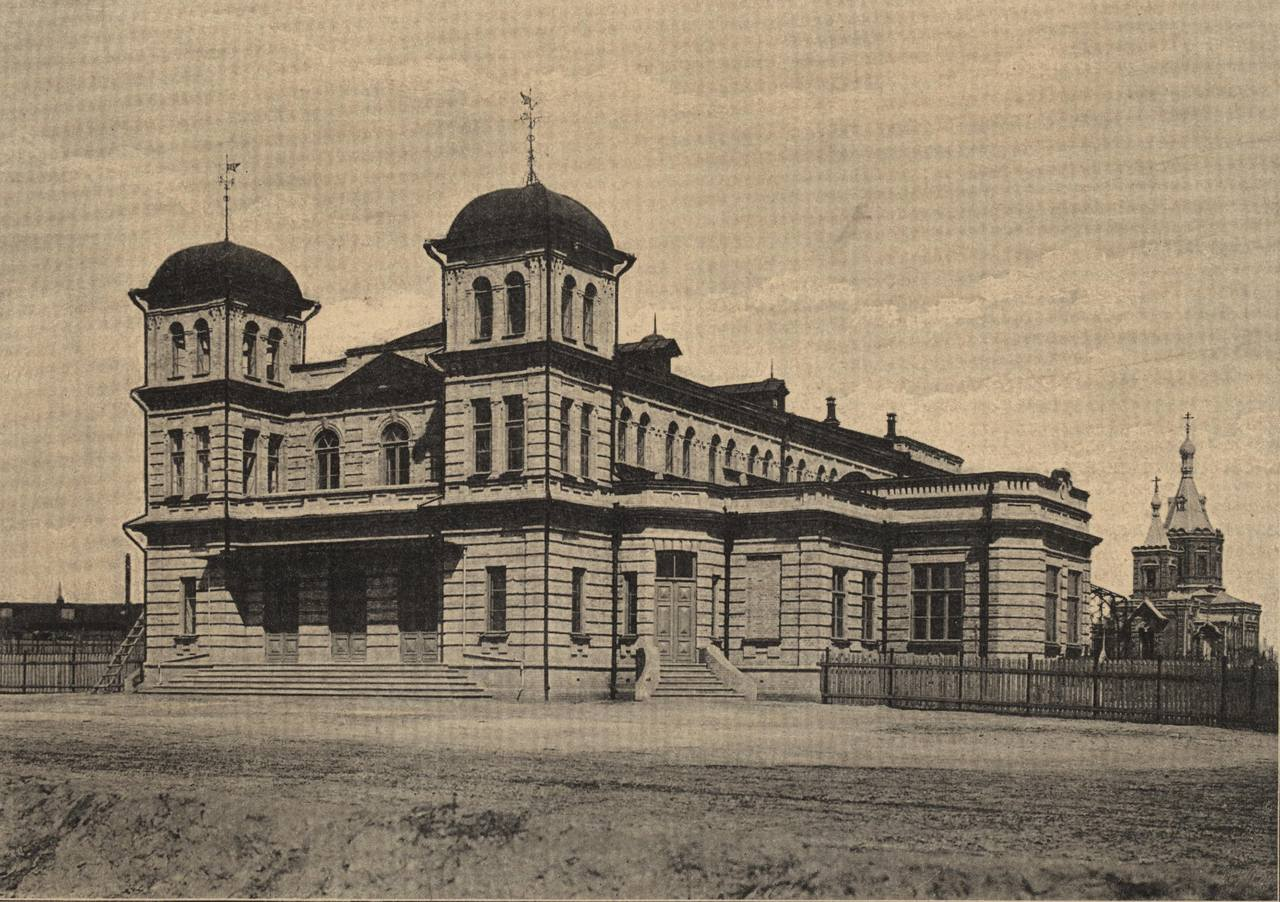
Народна аудиторія

На нових ділянках  за костелом зведені Зимове приміщення Яхт-клубу (згоріло у 1912 році), а поруч із православною церквою - у 1900 р. Народна аудиторія для робітників, при якій було розбито парк. 
Після бурхливих подій революції 1905 - 1907 років Верхню Колонію було обгороджена шлаковою стіною задля убезпечення проникнення  небажаних елементів у вигляді заводського пролетаріату.  На перехресті вулиць Конторської (нині Соборна) та Архівної було зведено красиві аркові цегляні ворота, що охоронялись городовими. Над воротами було розміщено напис римськими цифрами "MDCCCCV" ("1905"). 
У 1906 році було зведено пологовий притулок при Заводській лікарні. На пустирі зведено корпуси жіночої, а згодом і чоловічої гімназій, поруч чоловічої був  будинок її директора. Почесним попечителем чоловічої гімназії став голова правління ПРДМТ Ігнатій Ясюкович.
Обидві гімназії дали назву Гімназичному проспекту, що став межею Верхньої Колонії та Нових Планів. 

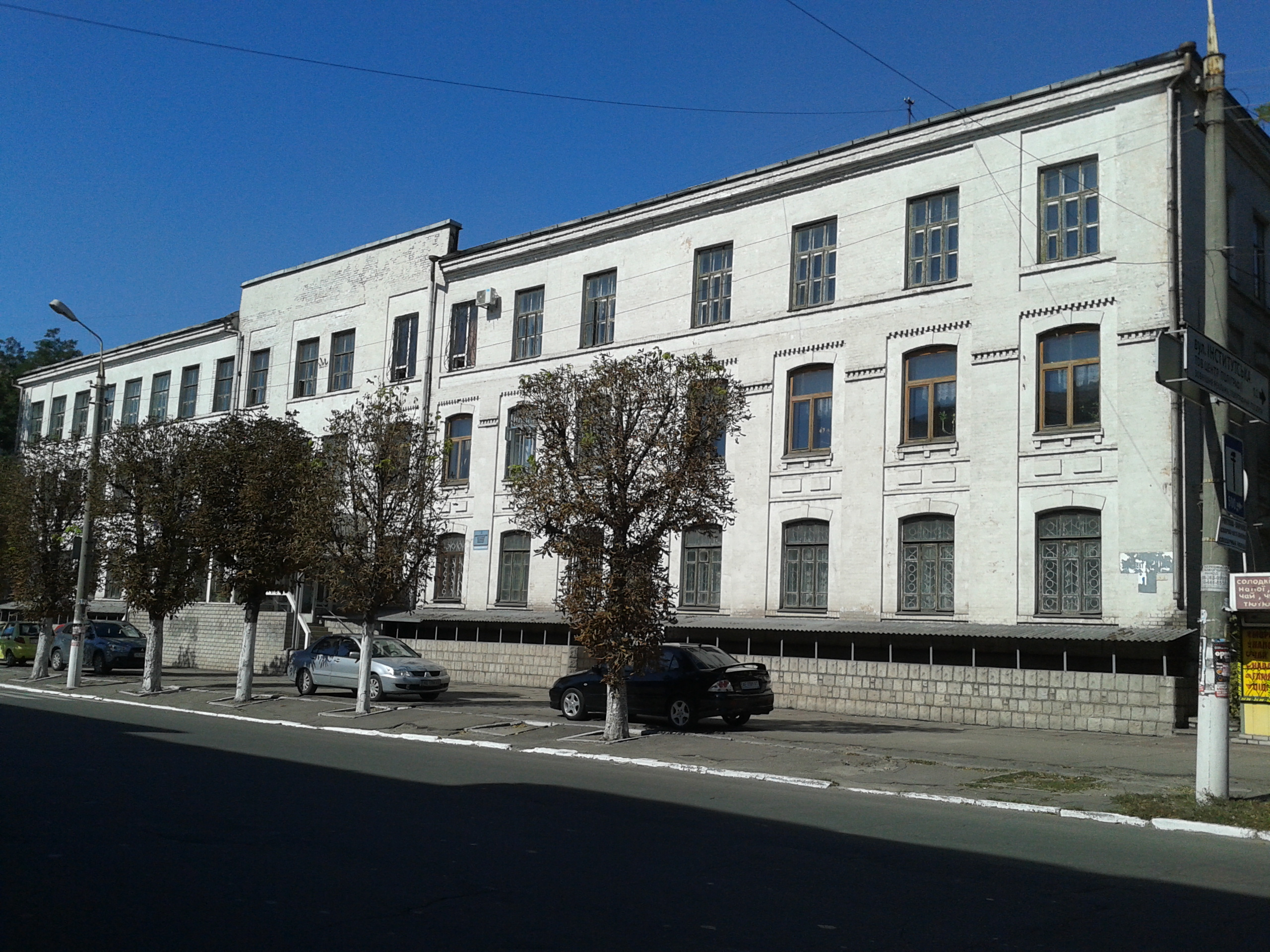
Будинок православного притулку (нині головний корпус Дніпровського державного технічного університету)

Після епідемії холери 1910 р. було відкрито православний  (нині головний корпус ДДТУ по Гімназичному проспекту) та католицький притулки (нині територія психоневрологічного диспансеру міська лікарня N 5). За даними місцевої газети "Отклики жизни", в обох притулках утримувалась понад сотня сиріт. 
На початку 1910 року заводоуправління прийняло рішення про побудову двох двоповерхових будинків для службовців - один на чотири квартири по п'ять кімнат (нині будинок міського архіву), і поруч з ним, ближче до Народної аудиторії другий - на чотири квартири по 6 кімнат. В травні 1910 року адміністрація заводу стала складати заявки на отримання цих квартир, на які претендували різні заводські начальники. Квартири розподілялись особисто директором Дніпровського заводу Ернестом Сундгреном. 

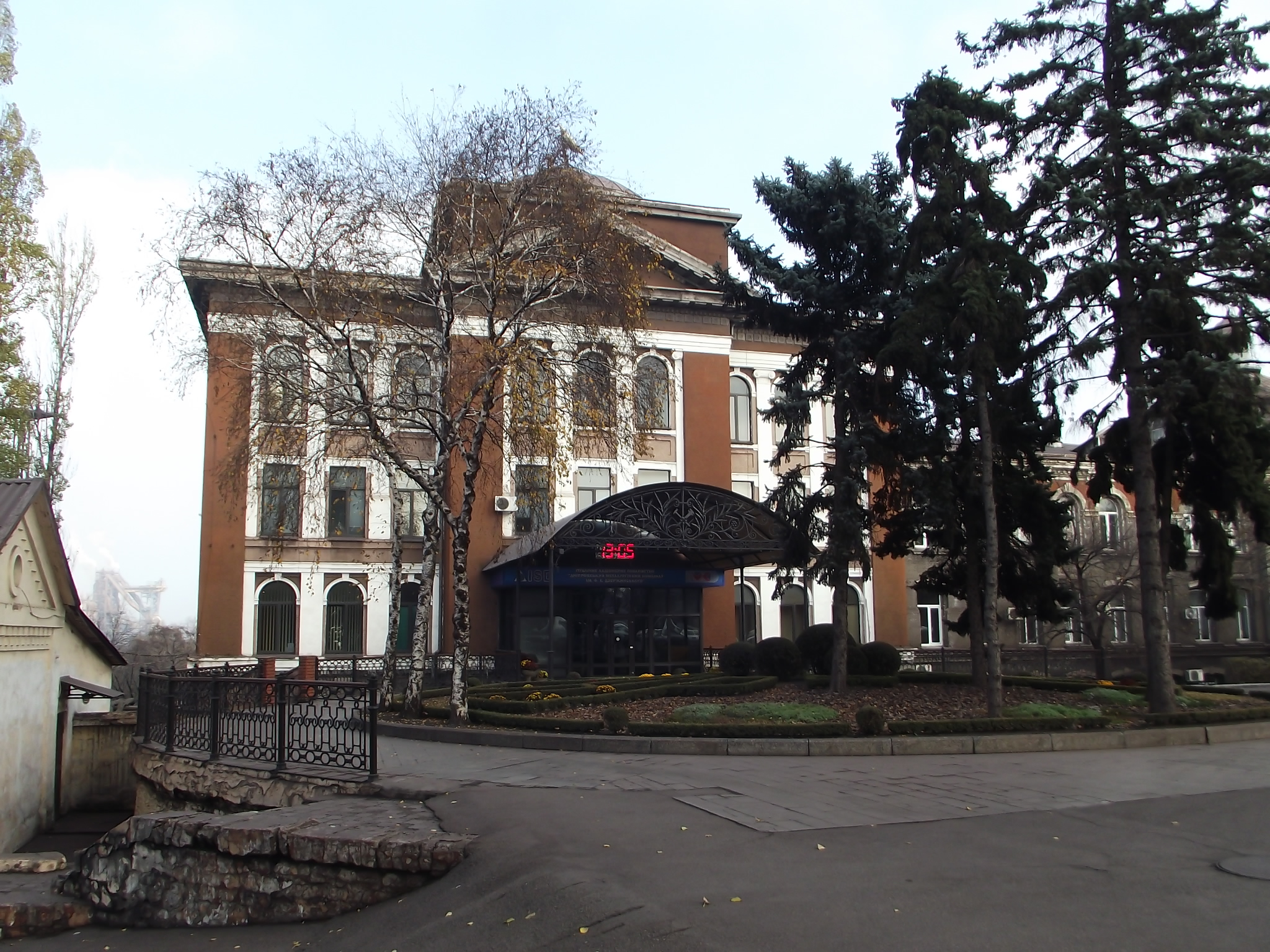
Заводоуправління ПрАТ Камет-Сталь (Головна Контора)

В 1914 році навпроти Народної аудиторії збудовано будинок для інженерно- технічних працівників заводу, відомий зараз як будівля "Континент".  В кінці наступного 1915 року Верхня Колонія доповнилась останніми двома житловими будинками. Перший - будинок для вчителів Кам'янського (вул. Інститутська) та будинок N ° 40 (нині вул. Інститутська 2), що пізніше у 1920 - ті роки отримав назву "Будинок іноземного спеціаліста", оскільки в ньому жили інженери з Польщі, Франції, Бельгії та Німеччини, що приїхали для участі в розбудові Дніпровського державного та вагонобудівного заводів. Архітектором цього будинку був Олексій Якович Сокол. Останньою дореволюційною будівлею, що завершила формування архітектурного ансамблю району стала триповерхова частина Головної Контори прибудована у 1916 році, також спроектована О. Соколом. На її зведенні працювали німецько-австро-угорські військовополонені. 
Говорячи про дореволюційну забудову Верхньої Колонії варто навести слова Володимира Ясієвича з книги "Архітектура України на рубежі ХІХ - ХХ століть" про те, що процес виникнення і забудови фабричних і шахтних селищ відбувався, в основному стихійно в міру появи нових підприємств. "Лише в рідкісних випадках одночасно з будівництвом нових заводів проектуватися селища. Кам'янське є саме тим прикладом створення промислового міста за генеральним планом".  

### Радянський період
На початку 1920 - х років Верхня Колонія перестає бути  селищем лише інженерів.  Шлакова стіна, що відгороджувала район від решти міста була знесена, хоча деякі її фрагменти можна знайти посеред огорож Верхньої Колонії. Приблизно в той же час з'являються найменування вулиць Поліклінічної (нині Коваленка), Конторської (Соборна), Набережна, Шкільний тупик, Басейний тупик, Прохідний тупик. Гімназичний проспект перейменовують на честь одного з місцевих більшовиків Григорія Пеліна. Вулиця на якій розташовувався  штаб Червоної Гвардії отримала назву Червоногвардійська (нині Архівна). Згодом вулиця Конторська була перейменована на Кооперативну, а після 1934 року отримала назву імені Сергія Кірова. Вулиця Набережна була перейменована на Вокзальну, оскільки вела до залізничної станції Тритузна. Також на карті Кам'янського з'явилась вулиця імені чекіста і начальника міської міліції Олексія Губи, який помер у 1934 році. Нині вона носить ім'я Ігнатія Ясюковича. 
В зв'язку із житловою кризою на Верхній Колонії на межі 1920 - х - 1930 - х років зводяться нові житлові будинки. Перший був зведений біля костелу, нині в ньому розташоване дитяче відділення психоневрологічного диспансеру. Будуються нові одно, двох, трьох і чотириповерхові будинки вже без архітектурних прикрас. На місці директорського будинку зводиться чотириповерхова будівля в якій була спецкомендатура. До деяких дореволюційних будинків добудовуються ще один, два, три і навіть чотири поверхи, згодом через це окремі будинки починають руйнуватись. Формуються вулиці Інститутська, Рози Люксембург (нині Костельна), а також площа Леніна перед  Народною аудиторією або театром імені Шевченка.  
"Верхня Колонія, де раніше мешкали пани заселена робітниками і службовцями. Багато будинків мають ванні кімнати, теплі вбиральні тощо. В квартирі робітників встановлено радіо - приймачі. 
- В цьому році, хваляться робітники, заводське та кооперативне будівництво дасть нам ще 26 великих будинків" - говорилося в нарисі Семена Дніпропетровського "Кам'янське - робітниче місто", опублікованому в журналі "Всесвіт"N° 16  від 15 квітня 1928 року. 

Водночас адреса "Верхня Колонія"  збереглася до Другої світової війни. Так, репресований у 1938 році по інспірованій  НКВС справі Польської Військової Організації Юліан Кальвасинський проживав за адресою "Верхня Колонія, будинок 5, квартира 4". 

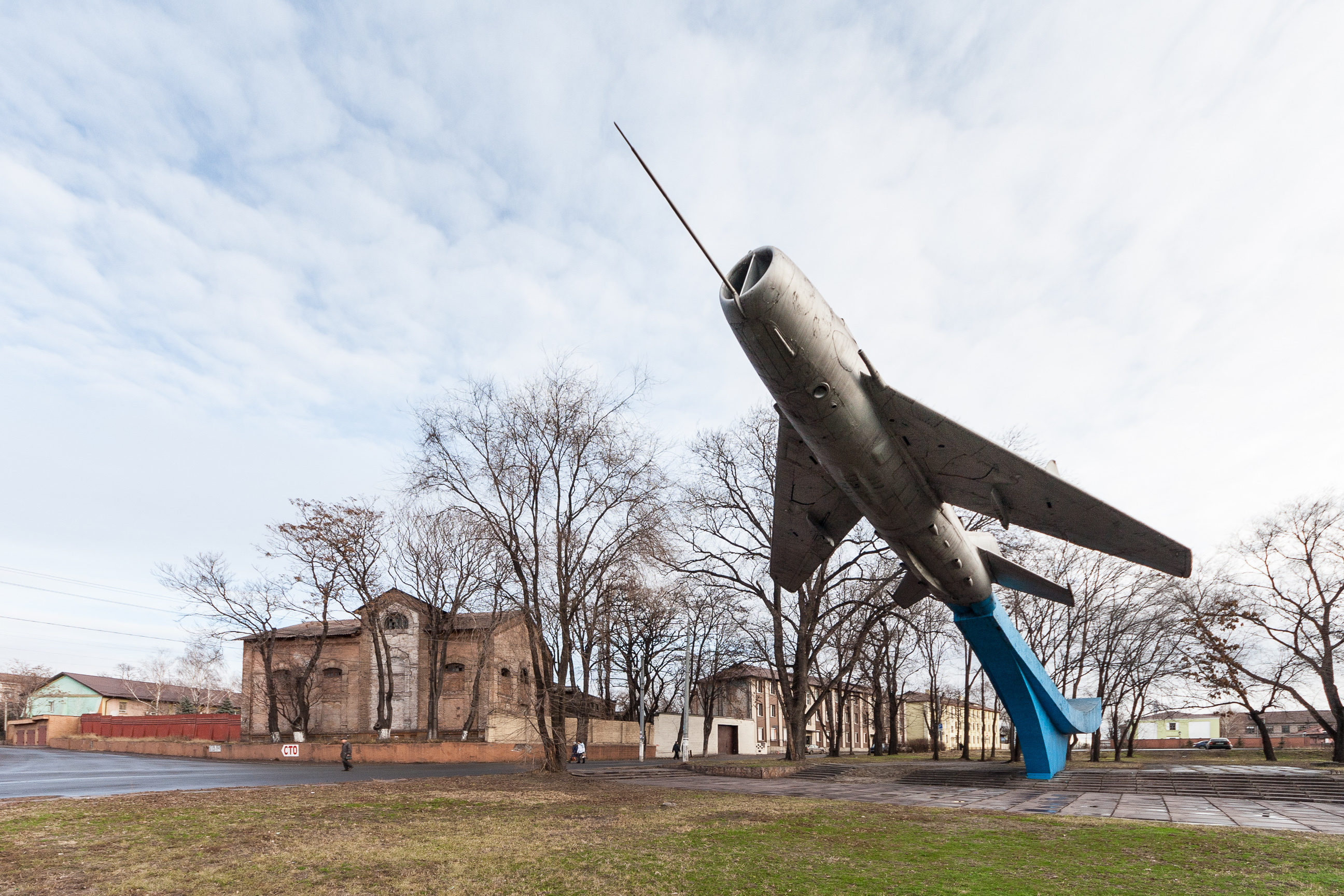
Літак Міг-19

5 березня 1926 року на засіданні Кам'янської районної ради слухалось питання зведення в місті пам'ятника Леніну. У 1927 році пам'ятник був встановлений на площі перед театром, що на той час була центром міста. Напередодні німецько-нацистської окупації пам'ятник був евакуйований до Сибіру звідки вже не повернувся. Німці встановили на постамент зображення орла, а площу назвали ім'ям Адольфа Гітлера. Після визволення міста все повернулось на круги своя, на місці старого пам'ятника Леніну 1 жовтня 1944 року було встановлено новий. У 1958 році в зв'язку з перейменуванням площі Транспортної на площу Леніна на якій було встановлено пам'ятник Леніну роботи скульптора Івана Першудчева стару перейменували на Комсомольську площу. Після польоту Гагаріна 12 квітня 1961 року площу перейменували на честь першого космонавта. У 1976 році на площі було встановлено літак Міг-19. На знак урочистостей 250-річчя Дніпродзержинська у 2000 році південну частину  площі перейменували на площу 250-річчя міста. 

### Занепад

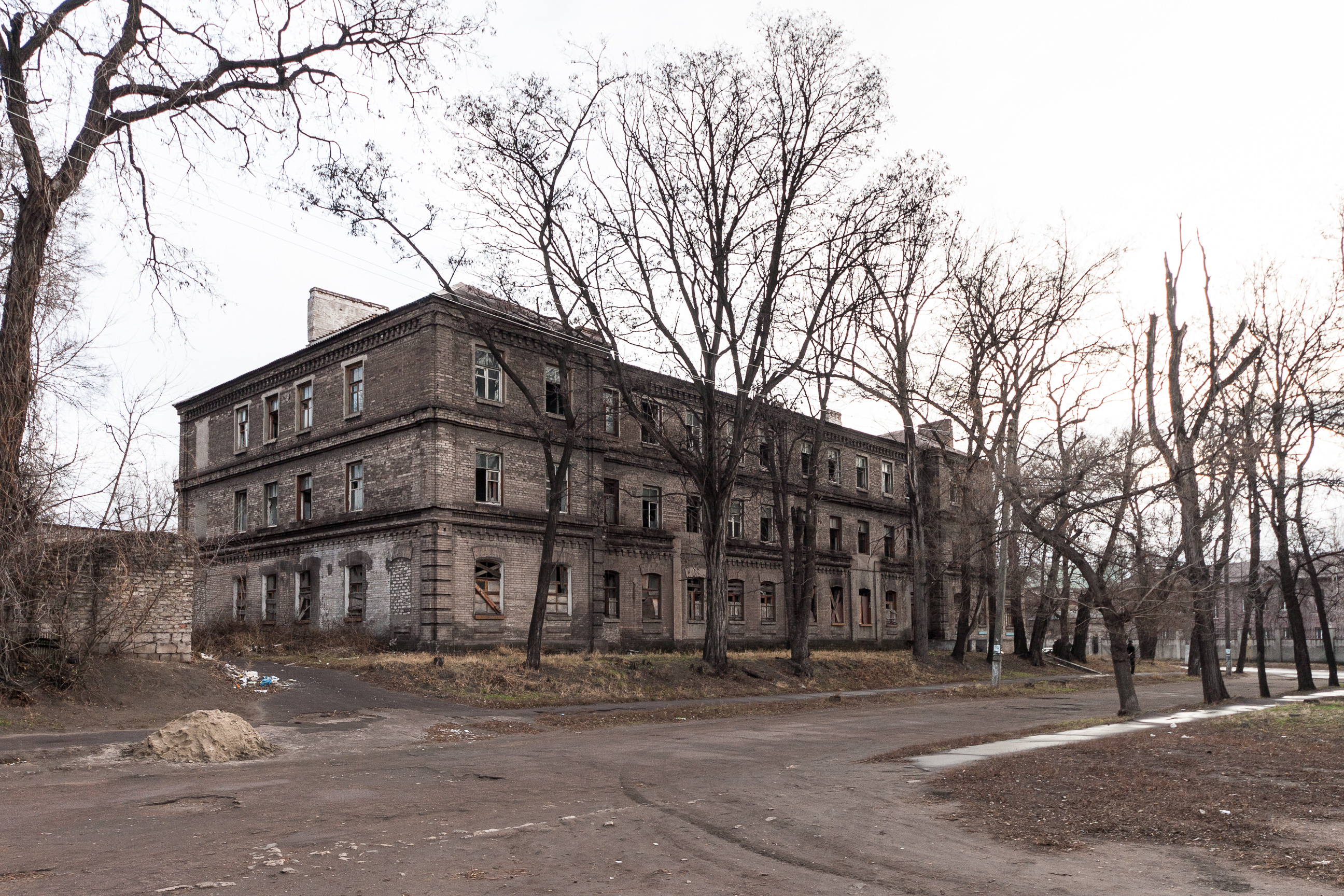
Покинутий будинок на вулиці Коваленка 2

На початку 1970-х років з Верхньої Колонії, переважно на Лівий Берег, було відселено більшу частину жителів, оскільки район знаходиться в районі заводських димів, викидів аглофабрики ДМК,  димів паровозів та тепловозів сусідньої залізниці.
Постановою Дніпродзержинської міської ради від 16 грудня 1992 року Верхня Колонія увійшла до історичної зони міста. Організаціям і установам, що розташовувались у будівлях заборонялось міняти зовнішній вигляд будівель. Виконкому Заводської райради заборонялось видавати дозволи на зведення гаражів та господарських будівель. Управлінню головного архітектора було дано вказівку розробити план реставрації історичної зони, а підприємствам і організаціям котрі мали будівлі в історичній зоні передбачалось виділити кошти на ремонт і реставрацію.
Останнє не було виконане через економічну кризу початку 1990-х. Були незаконно знесені історичні будівлі по вулиці Басейній та Шкільному тупику. Повністю зруйнована будівля по Прохідному тупику 1. В котеджах Шкільного тупика зведених у 1896 році діють майстерні та склади. Будинок по вулиці Коваленка 2 просів, вкрився тріщинами і не підлягає відновленню. Територія колишнього директорського парку перетворилась на промисловий майданчик. На очах руйнується Будинок іноземного спеціаліста. 

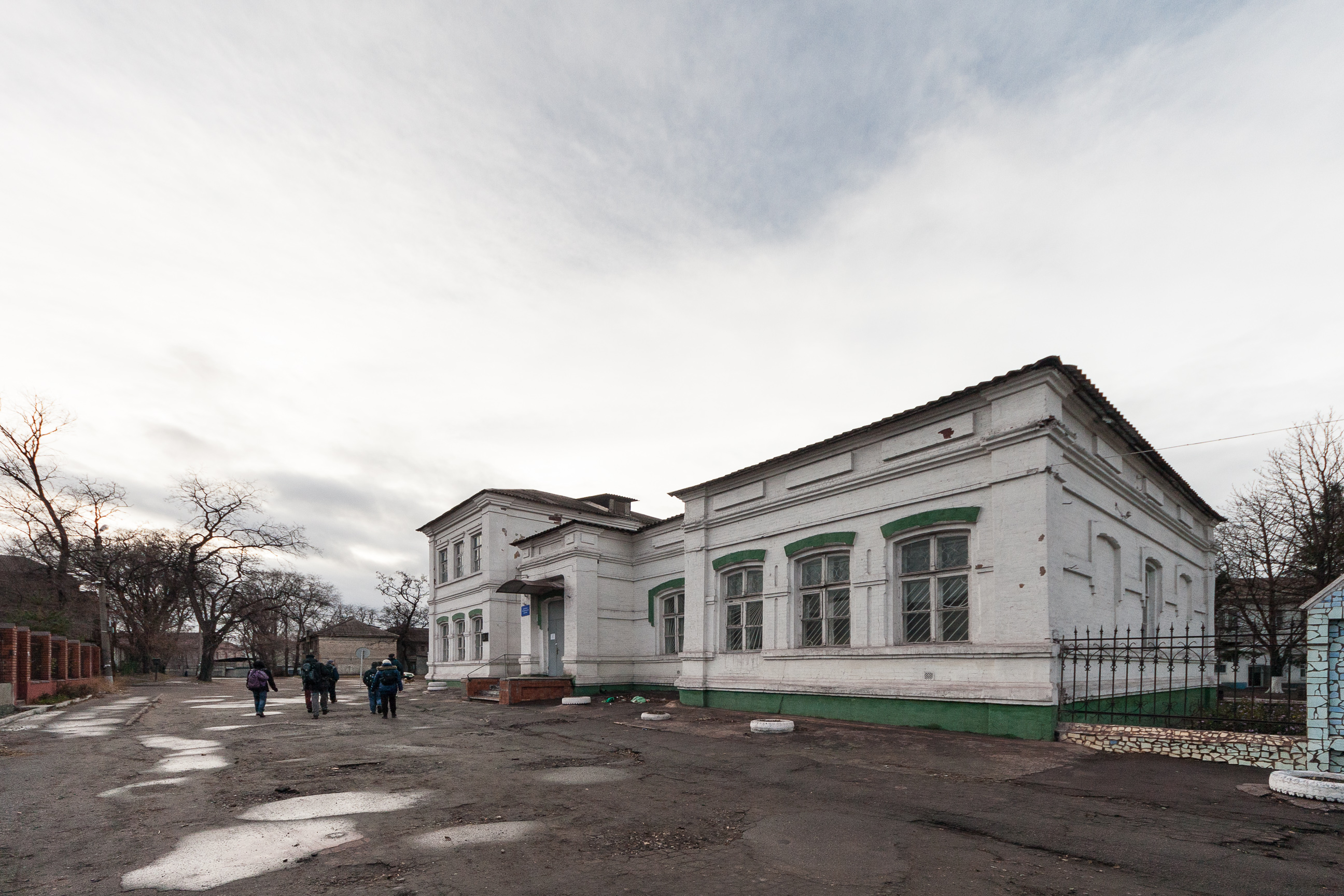
Міська лікарня N°5 (ПНД)

Більш - менш задовільний стан психоневрологічного диспансеру (міська лікарня N° 5), костелу святого Миколая, Свято - Миколаївського собору біля якого у 2012 році було облаштовано скульптурну композицію Голгофа,  театру, прокуратури,  старого заводоуправління, колишнього музею ПАТ ДМК в Інженерному клубі. 
"Маючи зацікавлених господарів, ці споруди ще довгі роки можуть служити людям, - пише краєзнавець Олександр Слонєвський.- Але комплекс збереження Верхньої Колонії за прикладом європейських міст, як єдиного історичного району, під силу лише державі. Але до кого звертатись цими рядками ?"

## Список пам'яток

### Вулиця Архівна
- N°10 - Архівне управління Кам'янської міської ради (будинок для інженерів)

### Вулиця Басейна
- Пам'ятник Ігнатію Ігнатійовичу Ясюковичу

### Гімназичний проспект
- N°16 - корпус N° 1 Дніпровського державного технічного університету (будинок православного притулку)

### Вулиця Інститутська
- N°2 - Будинок іноземного спеціаліста
- Будинок вчителів чоловічої та жіночої гімназій

### Вулиця Коваленка
- N°1 - Кам'янське міська лікарня N°5 - Психоневрологічний диспансер
- N°3 - Костел святого Миколая
- N°10 - Кам'янський коледж харчових технологій та підприємництва (будинок Заводського училища для дітей робітників Дніпровського заводу)

### Вулиця Прохідний тупик
- N°1 - Будинок службовців (втрачено)
- N°N° 3, 5 - Будинки сімейних службовців

### Вулиця Соборна
- N°1 - Свято-Миколаївський кафедральний собор УПЦ МП
- N° 12 - Будинок крамнички Товариства споживачів Дніпровського заводу Південно-Російського Дніпровського металургійного товариства
- N°18 - Б - Старе Заводоуправління ПрАТ "Камет-Сталь" (Головна Контора)

### Вулиця Ясюковича
- N°1 - Будівля готелю для приїжджих спеціалістів
- N°2 - Кам'янське міська прокуратура (будинок інженерів)
- N° 4 - колишнє ОНТІ ДМК (згодом страхове агентство "Саламандра", будинок інженерів)
- N°5 - Заводський районний суд (будинок неодружених службовців)
- N° 17 - Інженерний клуб (нині мала сцена Академічного музично-драматичного театру імені Лесі Українки м. Кам'янське)

### Площа 250 - річчя міста
- N°1 - Кам'янський технічний ліцей N° 1 імені  Анатолія Лигуна (будинки чоловічої та жіночої гімназій)
- N°2 - Академічний музично-драматичний театр імені Лесі Українки міста Кам'янське
- пам'ятник Тарасу Григоровичу Шевченку.

### Площа Театральна
- Монумент Літак Міг - 19.